# Mitsu no Aji ~ A Taste Of Honey ~
 (janvier 2013).
Si vous disposez d'ouvrages ou d'articles de référence ou si vous connaissez des sites web de qualité traitant du thème abordé ici, merci de compléter l'article en donnant les références utiles à sa vérifiabilité et en les liant à la section « Notes et références ».
Mitsu no Aji ~ A Taste Of Honey ~ (蜜の味, Un Goût de Miel) est une série drama télévisée japonaise qui a été diffusée du 13 octobre 2011 au 22 décembre 2011 sur Fuji TV.

## Synopsis
Naoko Morimoto vit avec ses parents qui tiennent une ferme d'oliviers dans un coin perdu de la campagne japonaise. Son oncle Masato Ikezawa vient souvent lui rendre visite pendant les vacances. Celui-ci est le jeune demi-frère du père de Naoko et il est comme un grand frère pour la jeune fille ; voire un peu plus dans le cœur de Naoko…
Quand Masato avance dans ses études de médecine dans l'Université Towa à Tokyo et commence à ne plus avoir de vacances, Naoko se jure de rentrer dans la même université que son oncle pour le revoir. Quelques années plus tard, après avoir travaillé dur pour réussir ses examens, Naoko parvient à intégrer l'Université Towa. Elle va ainsi pouvoir retrouver Masato qui travaille désormais comme médecin dans l'hôpital de l'université. Mais Masato est maintenant fiancé avec Aya Harada, une chercheuse avec qui il a fait ses études. Confrontée à cette situation, Naoko se sent perdue et ne sait comment faire face à son oncle. D'autant plus qu'Aya se rend vite compte des sentiments de Naoko pour Masato et poussée par sa jalousie fait tout pour compliquer l'existence de Naoko.
Comment Naoko va-t-elle pouvoir résister à la pression psychologique que lui inflige Aya ? Comment pourra-t-elle transmettre ses sentiments à Masato et vont-ils pouvoir vivre un jour leur amour interdit ?

## Liste des épisodes
fLe poster officiel du drama comporte un sous-titre:

あなたがいれば。あなたさえいなければ。

(Anata ga Ireba. Anata sae Inakereba)

Si seulement tu étais ici. Si seulement tu ne l'étais pas.
L'ending, intitulé Zutto, est interprété par la chanteuse de J-Pop aiko.

### Personnages
Naoko Morimoto (interprétée par Nana Eikura)
Aya Harada (interprétée par Miho Kanno)
Masato Ikezawa (interprété par ARATA)
Yasushi Norisugi (interprété par Junpei Mizobata)

## Fiche Technique

### Casting
- Nana Eikura : Naoko Morimoto
- Nanami Nabemoto : Noko jeune
- Miho Kanno : Aya Harada
- ARATA : Masato Ikezawa
- Junpei Mizobata : Yasushi Norisugi
- Ichikawa Tomohiro : Kazuki Kuriyama
- Kimura Fumino : Rai Yoka
- Koen Kondo : Susumu Minoya
- Ren Mori : Koichi Takinohara
- Yamazaki Shigenori : Yuji Hosokawa
- Nishiyama Maki : Kana Shirai
- Anan Kenji : Morimoto Yosuke
- Kimura Midoriko : Morimoto Hisako
- Masu Takeshi : Takinohara Kenji
- Sano Shiro : Kirishima Tadashi

Guests
- Gondo Masahiro : chercheur du 1er Département des Diagnostics de Pathologie (ep1,4-7)
- Ito Yuko : mère de Ryo (ep1)
- Yahata Tomoaki : (ep1)
- Takubo Issei : un chauffeur de taxi (ep1)
- Nagashima Terumi :Ryo (ep1,2)
- Aoki Hajime : (ep1)
- Umoto Aki : (ep1)
- Fujii Aki : une infirmière (ep1)
- Shirakura Yuji : (ep1)
- Hamachika Takanori : (ep1)
- Sumida Hiroshi : un reporter tv (ep1)
- Hiraiwa Kami : Hase Ruriko (ep2,4-5,7)
- Numazaki Yu : père d'Aya (ep2)
- Fukasawa Emi : mère d'Aya (ep2)
- Sasaki Shozo : un invité du mariage (ep2)
- Kawaguchi Keiko : un invité du mariage (ep2)
- Asakura Takuya : Fukuda Kakuo (ep4,7)
- Araki Yoshiaki : chercheur du 1er Département des Diagnostics de Pathologie(ep4,7)
- Hattori Keigo : (ep4)
- Shimao Akina : femme de Hosokawa (ep5)
- Nakawaki Mikito : Harima, Garde de la sécurité du Surgical Hospital (ep6)
- Shimizu Sae : Secrétaire de Takinohara (ep6)

### Production
- Scénaristes: Ooishi Shizuka
- Producteur: Osabe Sosuke, Watanabe Tsuneya
- Réalisateur: Mizuta Naruhide, Nishisaka Mizuki
- Musique: Yokoyama Masaru
- Chaine: Fuji TV
- Épisodes: 11
- Durée: 46 minutes
- Jour et Heure de Diffusion: Jeudi, 22h
- Période: Fall/Automne 2011

### Audience
Le drama a rassemblé 990000 téléspectateurs en moyenne dans la région du Kanto.
| Audience dans le Kanto (première diffusion, Japon) |